# O invenție mare
O invenție mare este o operă literară scrisă de Ion Luca Caragiale.